# Mary Lefkowitz
Mary Lefkowitz (New York, 30 aprile 1935) è una grecista e latinista statunitense, moglie di Sir Hugh Lloyd-Jones.
Dopo aver requentato il Wellesley College e conseguito il dottorato in filologia classica al Redcliff College, negli anni ottanta pubblicò una serie di ricerche sul protagonismo delle donne nel mondo classico alle quali seguì nel 96 il volume  Not Out of Africa, una critica afrocentrica che voleva collocare le radici della civiltà greca nell'antico Egitto. 
Membro del comitato consultivo dell'associazione educativa conservatrice National Association of Scholars, in aperta polemica con lo studioso Tony Martin, Mary Lefkowitz sostenne che si trattasse di una forma politica di nazionalismo nero piuttosto che di una teoria scientificamente fondata. 

## Biografia
Iniziata nella confraternita statunitense Phi Beta Kappa, nel '57 completò il Bachelor of Arts presso il Wellesley College, ottenendo il massimo dei voti in greco. Nel '61, conseguì il dottorato in filologia classica presso il Radcliffe College, poi integrato all'interno dell'Università di Harvard. Nel frattempo, era già stata assunta da due anni come docente di greco al Wellesley College. Nel '79 fu nominata docente di materie umanistiche nella cattedra intitolata in onore di Andrew W. Mellon, posizione che ricoprì fino al pensionamento nel 2005.
Nel 1982 sposò il grecista Sir Hugh Lloyd-Jones, Regius Professor Emeritus of Greek all'Università di Oxford col quale convisse fino alla sua morte , sopraggiunta nel 2009.

## Attività
I suoi interessi di ricerca si concentrarono sulla mitologia, il ruolo delle donne nell'antichità, Pindaro e la finzione nelle biografie del periodo classico. La notorietà internazionale arrivò nel '96 con il volume Black Athena Revisited, firmato insieme al collega del Wellesley College Guy MacLean Rogers, una critica serrata all'afrocentrismo libro Atena nera di Martin Bernal.

## Antiafrocentrismo
Sulla scia del successo ottenuto con i libro del '96, nel 2008 pubblicò History Lesson, un testo che fu stroncato dal The Wall Street Journal che lo descrisse come «un resoconto soggettivo di ciò che lei maturò a seguito della continua critica della veridicità dell'afrocentrismo e delle ragioni dei suoi sostenitori».

La newsletter del Dipartimento di Studi Africani divenne il teatro di uno scontro personale e rancoroso, nonché ricco di toni antisemiti nei confronti del collega Tony Martin. Nel maggio del '96, quest'ultimo dichiarò alla Cornell University:
(Tony Martin, maggio '96, Cornell University)
Un altro episodio raccontato dalla Lefkowitz, si verificò in occasione di una delle letture universitarie su Martin Luther Ling, tenute nel '93 al Wellesley College da Yosef Ben-Jochannan. Ben-Jochannan dichiarò che Aristotele aveva copiato la sua filosofia dai testi della Biblioteca di Alessandria. Alla fine dell'intervento, la nota classicista, chiese in presenza del marito:
(M. Lefkowitz, Wellesley College, 1993)
Ben-Jochannan tergiversò e Hugh Lloyd gridò: «spazzatura!». La versione di Mary Lefkowitz prosegue dicendo che Ben-Jochannan disse ai presenti che «avrebbero potuto e dovuto dare credito a quanto gli istruttori neri andavano loro dicendo» e che «benché potessero pensare che gli Ebrei fossero tutti col "naso uncinato" e il "viso giallastro", pur esistevano anche degli altri ebrei che apparivano neri come il loro».

## Premi e riconoscimenti
- 1996: titolo onorario dal Trinity College di Hartford a motivo del suo profondo riferimento all'integrità intellettuale[7];
- 2000: titoli onorari assegnati dal Grinnell College e dall'Università di Patrasso[7];
- 2006: National Humanities Medal per un'acclarata eccellenza nella ricerca e nell'insegnamento[7];
- 2008:  Achievement Award per le ex allieve del Wellesley College.[7]

## Opere
- The Victory Ode : An Introduction (1976)
- Heroines and Hysterics (1981)
- The Lives of the Greek Poets (1981)
- Mary Lefkowitz, Maureen Fant, Women's Life in Greece and Rome (1982)
- Women in Greek Myth (1986)
- First-person Fictions : Pindar's Poetic "I" (1991)
- Black Athena Revisited (1996)
- Not Out of Africa: How Afrocentrism Became an Excuse to Teach Myth As History (1997)
- Greek Gods, Human Lives: What We Can Learn From Myths (2003)
- History Lesson (2008)
- Lefkowitz, Mary R. “The Powers Of The Primeval Goddesses.” The American Scholar, 1989, pp. 586–591. (1989)
- Lefkowitz, Mary R. “The Origins Of Greek Civilization: An Afrocentric Theory, The Gail A. Burnett Lectures In Classics, 14 aprile 1997.